# Samsung Galaxy 580
Samsung Galaxy 580 (I5800) — смартфон от компании Samsung на базе операционной системы Android семейства Samsung Galaxy. Появился летом 2010 года и стал средним решением из модельного ряда Samsung. Модель позиционировалась как стильное устройство для общения в социальных сетях и развлечений. На момент выхода смартфон имел хорошие характеристики и стильный корпус. Из особенностей стоит отметить нестандартное разрешение экрана для смартфонов на Android. Основным недостатком являлась цена, на начало продаж находившаяся на отметке 14000 рублей, что было несколько выше, чем у ближайших конкурентов, таких, как HTC Wildfire.

## Описание устройства
данное устройство было выпущено в 2010 году. оно было на системе Android 2.1, Android 2.2. это устройство поддерживало microsd (до 32ГБ). процессор на устройстве это Samsung S5P6422 на этом процессоре Частота 667 МГц. у Аккумулятора была Емкость 1500мАч.Разрешение камеры 3Mпикс.

## Тесты и обзоры
- Обзор Samsung Galaxy 580 — обзор на http://mobile-review.com
- Обзор смартфона Samsung Galaxy 580: подешевевший Galaxy — обзор на http://mobiset.ru/